# Presbytis potenziani
El langur colilargo o langur de Mentawai (Presbytis potenziani) es una especie de primate catarrino de la familia Cercopithecidae que habita en las islas Mentawai en Indonesia.
Su hábitat natural es el bosque seco tropical o subtropical. Se encuentra amenazado por la pérdida de hábitat.